# George Chigova
George Chigova (Harare, 4 de março de 1991 – Pretória, 15 de novembro de 2023) foi um futebolista Zimbabuense, que jogou como goleiro no SuperSport da South African Premiership.

## Carreira internacional
Em janeiro de 2014, o treinador Ian Gorowa, o convidou para fazer parte do elenco Zimbabwe para o Campeonato Africano das Nações 2014. Ele ajudou a equipe a um quarto lugar depois de ser derrotado pela Nigéria por um gol a zero.

## Morte
Chigova morreu em 15 de novembro de 2023, aos 32 anos. O goleiro sofreu um ataque cardíaco enquanto treinava com seu clube em julho. Ele nunca se recuperou totalmente e teria desmaiado em sua casa na África do Sul, onde foi encontrado sem vida.